# Cis delagoensis
Cis delagoensis es una especie de coleóptero de la familia Ciidae.

## Distribución geográfica
Habita en el Sureste de África.